# Campionato europeo maschile under 17 di calcio 2014 - Turno Elite
Le 27 squadre promosse dal turno di qualificazione si sono aggiunte alla Germania e sono state divise in 7 gironi di 4. Si è qualificata alla fase finale la prima classificata di ogni girone.

## Teste di serie e sorteggio
Il sorteggio si è tenuto il 28 novembre 2013 presso la sede della UEFA a Nyon, in Svizzera.
| Gruppo        | Fascia 1                                                           | Fascia 2                                              | Fascia 3                                                | Fascia 4                                                            |
| ------------- | ------------------------------------------------------------------ | ----------------------------------------------------- | ------------------------------------------------------- | ------------------------------------------------------------------- |
| 1 2 3 4 5 6 7 | Spagna Polonia Paesi Bassi Inghilterra Germania Romania Portogallo | Svizzera Turchia Francia Italia Serbia Scozia Islanda | Russia Grecia Austria Rep. Ceca Georgia Belgio Lettonia | Galles Norvegia Svezia Albania Irlanda Bosnia ed Erzegovina Ucraina |

## Risultati

### Gruppo 1
| Pos. | Squadra  | Pt | G | V | N | P | GF | GS | DR |
| ---- | -------- | -- | - | - | - | - | -- | -- | -- |
| 1.   | Svizzera | 7  | 3 | 2 | 1 | 0 | 3  | 1  | +2 |
| 2.   | Russia   | 5  | 3 | 1 | 2 | 0 | 4  | 2  | +2 |
| 3.   | Spagna   | 4  | 3 | 1 | 1 | 1 | 2  | 2  | 0  |
| 4.   | Galles   | 0  | 3 | 0 | 0 | 3 | 0  | 4  | -4 |

| Arbitro: | Fran Jović |

|           |           |  |
| Babic 77’ | Marcatori |  |

| Arbitro: | Benoît Millot |

|             |           |             |
| Antonio 40’ | Marcatori | 50’ Kipiani |

| Arbitro: | Jens Maae |

|          |           |  |
| Meré 71’ | Marcatori |  |

| Arbitro: | Fran Jović |

|               |           |             |
| Jamščikov 62’ | Marcatori | 80+2’ Ajeti |

| Arbitro: | Benoît Millot |

|            |           |  |
| Alpsoy 75’ | Marcatori |  |

| Arbitro: | Jens Maae |

|  |           |                                   |
|  | Marcatori | 4’ (rig.) Proničev 80+3’ Melkadze |

### Gruppo 2
| Pos. | Squadra  | Pt | G | V | N | P | GF | GS | DR |
| ---- | -------- | -- | - | - | - | - | -- | -- | -- |
| 1.   | Turchia  | 7  | 3 | 2 | 1 | 0 | 4  | 2  | +2 |
| 2.   | Polonia  | 7  | 3 | 2 | 1 | 0 | 4  | 2  | +2 |
| 3.   | Grecia   | 3  | 3 | 1 | 0 | 2 | 4  | 3  | +1 |
| 4.   | Norvegia | 0  | 3 | 0 | 0 | 3 | 3  | 8  | -5 |

| Arbitro: | Dzjanis Ščarbakoŭ |

|                   |           |           |
| Kownacki 26’, 49’ | Marcatori | 63’ Xiros |

| Arbitro: | Manuel Schüttengruber |

|                                  |           |                           |
| Enes Ünal 27’, 46’ Doğuş Can 63’ | Marcatori | 7’ Svendsen 29’ Lorentzen |

| Arbitro: | Manuel Schüttengruber |

|                             |           |               |
| Ryczkowski 33’ Kownacki 67’ | Marcatori | 65’ Lorentzen |

| Arbitro: | Bastian Dankert |

|  |           |               |
|  | Marcatori | 60’ Enes Ünal |

| Arbitro: | Bastian Dankert |

|                                                                                          |                      |                                                      |
| Emirhan Aydoğan Muhammet Karakoç Ertuğrul Ersoy Burak Bekaroğlu Enes Ünal Alican Özfesli | Tiri di rigore 5 – 4 | Wieteska Jagiełło Drągowski Borecki Kownacki Skrzecz |

| Arbitro: | Dzjanis Ščarbakoŭ |

|  |           |                                            |
|  | Marcatori | 18’, 60’ Manthatis 31’ (rig.) Angelopoulos |

### Gruppo 3
| Pos. | Squadra     | Pt | G | V | N | P | GF | GS | DR |
| ---- | ----------- | -- | - | - | - | - | -- | -- | -- |
| 1.   | Paesi Bassi | 9  | 3 | 3 | 0 | 0 | 7  | 2  | +5 |
| 2.   | Francia     | 6  | 3 | 2 | 0 | 1 | 6  | 4  | +2 |
| 3.   | Austria     | 3  | 3 | 1 | 0 | 2 | 3  | 4  | -1 |
| 4.   | Svezia      | 0  | 3 | 0 | 0 | 3 | 0  | 6  | -6 |

| Arbitro: | Paul McLaughlin |

|                                         |           |  |
| Saint-Maximin 3’ Jacob 13’ Michelin 49’ | Marcatori |  |

| Arbitro: | Bartosz Frankowski |

|                       |           |            |
| Berenstein 71’, 80+3’ | Marcatori | 66’ Prokop |

| Arbitro: | Marco Guida |

|                  |           |                    |
| Posch 33’ (rig.) | Marcatori | 75’, 80+1’ Dembélé |

| Arbitro: | Bartosz Frankowski |

|                              |           |  |
| Slabbekoorn 28’ Bergwijn 56’ | Marcatori |  |

| Arbitro: | Marco Guida |

|            |           |                                   |
| Thuram 58’ | Marcatori | 42’ van de Beek 45’, 60’ Bergwijn |

| Arbitro: | Paul McLaughlin |

|  |           |           |
|  | Marcatori | 56’ Peric |

### Gruppo 4
| Pos. | Squadra     | Pt | G | V | N | P | GF | GS | DR |
| ---- | ----------- | -- | - | - | - | - | -- | -- | -- |
| 1.   | Inghilterra | 9  | 3 | 3 | 0 | 0 | 4  | 1  | +3 |
| 2.   | Rep. Ceca   | 6  | 3 | 2 | 0 | 1 | 4  | 2  | +2 |
| 3.   | Italia      | 3  | 3 | 1 | 0 | 2 | 4  | 5  | -1 |
| 4.   | Albania     | 0  | 3 | 0 | 0 | 3 | 1  | 5  | -4 |

| Arbitro: | Bojan Pandžić |

|                                    |           |          |
| Felicioli 28’ De Santis 61’ (rig.) | Marcatori | 14’ Bare |

| Arbitro: | Edin Jakupović |

|             |           |  |
| Solanke 53’ | Marcatori |  |

| Arbitro: | Bojan Pandžić |

|           |           |  |
| Brown 49’ | Marcatori |  |

| Arbitro: | Alejandro Hernández |

|                       |           |               |
| Klíma 78’ Černý 80+1’ | Marcatori | 27’ Bonazzoli |

| Arbitro: | Alejandro Hernández |

|           |           |                           |
| Trani 54’ | Marcatori | 20’ Armstrong 72’ Solanke |

| Arbitro: | Edin Jakupović |

|  |           |                     |
|  | Marcatori | 10’ Černý 40’ Macek |

### Gruppo 5
| Pos. | Squadra  | Pt | G | V | N | P | GF | GS | DR |
| ---- | -------- | -- | - | - | - | - | -- | -- | -- |
| 1.   | Germania | 7  | 3 | 2 | 1 | 0 | 8  | 1  | +7 |
| 2.   | Serbia   | 7  | 3 | 2 | 1 | 0 | 5  | 2  | +3 |
| 3.   | Irlanda  | 1  | 3 | 0 | 1 | 2 | 3  | 7  | -4 |
| 4.   | Georgia  | 1  | 3 | 0 | 1 | 2 | 2  | 8  | -6 |

| Arbitro: | Bart Vertenten |

|                                                   |           |  |
| Philipp Ochs 4’, 58’ Fiore Tapia 78’ Henrichs 80’ | Marcatori |  |

| Arbitro: | Alexandru Tean |

|                         |           |            |
| Šaponjić 7’ Jović 80+3’ | Marcatori | 67’ Duggan |

| Arbitro: | Zbyněk Proske |

|                                  |           |  |
| Besuschkow 1’ Ferati 9’ Ochs 52’ | Marcatori |  |

| Arbitro: | Bart Vertenten |

|  |           |                          |
|  | Marcatori | 64’ Šaponjić 69’ Karišić |

| Arbitro: | Zbyněk Proske |

|              |           |             |
| Šaponjić 13’ | Marcatori | 62’ Aydogan |

| Arbitro: | Alexandru Tean |

|                                          |           |                             |
| Giorgi Tvaradze 23’ (aut.) McDonnell 75’ | Marcatori | 77’ Kiknadze 80+2’ Kamladze |

### Gruppo 6
| Pos. | Squadra              | Pt | G | V | N | P | GF | GS | DR |
| ---- | -------------------- | -- | - | - | - | - | -- | -- | -- |
| 1.   | Scozia               | 9  | 3 | 3 | 0 | 0 | 6  | 1  | +5 |
| 2.   | Bosnia ed Erzegovina | 6  | 3 | 2 | 0 | 1 | 4  | 2  | +2 |
| 3.   | Romania              | 1  | 3 | 0 | 1 | 2 | 0  | 2  | -2 |
| 4.   | Belgio               | 1  | 3 | 0 | 1 | 2 | 1  | 6  | -5 |

| Greenock 24 marzo 2014, ore 12:00 UTC | Romania       | 0 – 0 referto | Belgio | Cappielow Park\| Arbitro: \| Sergej Ivanov \| |
| Arbitro:                              | Sergej Ivanov |               |        |                                               |

| Arbitro: | Cvetan Krăstev |

|                             |           |  |
| Lang 21’ Wighton 52’ (rig.) | Marcatori |  |

| Arbitro: | Ville Nevalainen |

|  |           |           |
|  | Marcatori | 55’ Gojak |

| Arbitro: | Cvetan Krăstev |

|              |           |                                        |
| Damraoui 28’ | Marcatori | 44’ Nesbitt 52’ Ballantye 64’ Sheppard |

| Arbitro: | Sergej Ivanov |

|           |           |  |
| Wright 2’ | Marcatori |  |

| Arbitro: | Ville Nevalainen |

|                              |           |  |
| Gojak 6’, 69’ Kremenović 56’ | Marcatori |  |

### Gruppo 7
| Pos. | Squadra    | Pt | G | V | N | P | GF | GS | DR |
| ---- | ---------- | -- | - | - | - | - | -- | -- | -- |
| 1.   | Portogallo | 9  | 3 | 3 | 0 | 0 | 9  | 0  | +9 |
| 2.   | Ucraina    | 6  | 3 | 2 | 0 | 1 | 7  | 4  | +3 |
| 3.   | Islanda    | 1  | 3 | 0 | 1 | 2 | 0  | 5  | -5 |
| 4.   | Lettonia   | 1  | 3 | 0 | 1 | 2 | 1  | 8  | -7 |

| Arbitro: | Zaven Hovhannisyan |

|  |           |                              |
|  | Marcatori | 40+2’ Huculjak 43’ Taranucha |

| Arbitro: | Sascha Amhof |

|                                                             |           |  |
| Diogo Gonçalves 9’ Gonçalo Rodrigues 39’ Renato Sanches 41’ | Marcatori |  |

| Tocha 28 marzo 2014, ore 14:00 UTC | Lettonia           | 0 – 0 referto | Islanda | Complexo Desportivo da Tocha\| Arbitro: \| Zaven Hovhannisyan \| |
| Arbitro:                           | Zaven Hovhannisyan |               |         |                                                                  |

| Arbitro: | Roy Reinshreiber |

|                                              |           |  |
| Alexandre Silva 39’ Buta 57’ Rúben Neves 76’ | Marcatori |  |

| Arbitro: | Roy Reinshreiber |

|  |           |                                                     |
|  | Marcatori | 20’ Gonçalo Rodrigues 64’ Rúben Neves 67’ Hugo Neto |

| Arbitro: | Sascha Amhof |

|                                                                  |           |              |
| Bērziņš 7’ (aut.) Mychajlyčenko 30’ Ščebetun 48’ Sautin 70’, 76’ | Marcatori | 74’ Tumanovs |